# Konstantinos Dimokostoulas
Konstantinos Dimokostoulas (tiếng Hy Lạp: Κωνσταντίνος Δημοκωστούλας) là một chính trị gia người Hy Lạp.

## Tiểu sử
Ông sinh ra ở Sourpi, Almyros và là một luật sư. Ông được bầu làm nghị sĩ cho Fthiotida và Phocis trong cuộc bầu cử lập pháp Hy Lạp tháng 11 năm 1910 và được bầu lại làm nghị sĩ cho Larisa vào năm 1912 và tháng 5 năm 1915.